# 藤枝昭英
藤枝 昭英（ふじえだ しょうえい/あきひで、1909年12月7日 - 1993年5月15日）は、日本の陸上競技（中距離走）選手・政治家。昭和戦前期、関西大学在学中に選手として活躍し、800m走の日本記録を保持していた。日本陸上競技連盟名誉副会長・奈良県議会議長。

## 生涯

### 陸上選手として
奈良県磯城郡三宅村上但馬（現・三宅町）出身。磯城農学校（現在の奈良県立磯城野高等学校）在学中の1929年、第1回関西中等学校陸上競技大会において800m走・1500m走の2種目で優勝。1930年に関西大学専門部経済学科に入学。当時の関西大学陸上競技部では岸源左衛門が指導に当たって多くの名選手を輩出しており、藤枝と同時期の出身者には大島鎌吉らがいる。
関西学生陸上競技対校選手権（関西インカレ）では第10回大会から第15回大会まで800m走5連覇を達成。日本学生陸上競技対校選手権大会（インカレ）では1931年の第3回大会から1933年の第5回大会まで800m走を3連覇し、1933年大会では1500m走でも優勝した。また、東京箱根間往復大学駅伝競走（箱根駅伝）には1931年の第12回大会と1932年の第13回大会に出場している。
1932年5月29日、第19回日本陸上競技選手権大会（ロサンゼルスオリンピック予選会を兼ねる）の800m走において日本記録（1分58秒0）で優勝。しかし藤枝は代表には選ばれず、関西大学学友会が追加派遣嘆願運動を起こすなど、物議をかもす選考となった。
1933年には日本移民二十五周年を記念して行われた陸上競技選手の南米遠征に加わった。南米遠征中の8月27日、ブエノスアイレスのヒムナシア競技場で行われたアルゼンチンとの対抗戦で日本記録を更新（1分56秒8）。ブラジルでは、9月20日にリオデジャネイロのバスコダガマ競技場 (pt:Estádio Vasco da Gama) で行われた競技会において、400m障害でシルビオ・デ・マガリャンエス・パジリア (pt:Sylvio de Magalhães Padilha) に力闘のすえ僅差で敗れたが、観客を大いに沸かせた。
1935年の第22回日本陸上競技選手権大会800m走で、2度目の優勝を遂げている。
1935年、関西大学卒業。1936年ベルリンオリンピック出場を期し、前回選考の経験から選考予選会では（1600mリレーに出場可能性のある）400m走に出場したが、選考委員会はベルリンオリンピックでは400mに不出場・800mに2名派遣という判断を行ったために、オリンピック参加を逃した。下手な小細工をせずに本来の800m走で出場していればというのが痛恨事となったという。

### 第二次世界大戦後
1946年、奈良陸上競技協会会長に就任。陸上競技の振興に尽力し、1949年には日本陸上選手権大会、1951年には全日本学生陸上選手権、1952年には全国勤労者陸上競技大会といった全国競技会の奈良県での開催にあたった。1964年11月には、東京オリンピックに参加した選手を招聘し、橿原陸上競技場で「アフターオリンピック」を開催した。
1993年5月15日没、83歳。

## 備考
- 部落解放運動の活動家木村京太郎は『部落（43）』で、各界に活躍する奈良県の被差別部落出身者として藤枝昭英の名前を挙げている[1]。

- 奈良県陸上競技会では「藤枝昭英杯」を開催している。